# شارلوت شرايبر
شارلوت شرايبر (بالإنجليزية: Charlotte Schreiber)‏ (و. 1834 – 1922 م) هي رسامة كندية، ولدت في Woodham Mortimer ‏، توفيت في Paignton ‏، عن عمر يناهز 88 عاماً.